# 青岛要塞轰炸袭击令
青岛要塞轰炸袭击令（日语：／*）是1963年日本上映的戰爭片。

## 劇情概要
公元1914年爆發了第一次世界大戰，日本和德國互相爭奪青岛胶州湾租借地，而德軍為了保住“胶澳租界”，在青島建造巨大要塞「俾斯麥砲台」，使得日軍難以讓艦隊接近，於是派遣兩架戰鬥機前往空襲，然而過程困難重重，有兩位飛行員一度被德軍俘虜，而那兩位飛行員與德軍鬥勇鬥智，再度回歸部隊。最後日軍艦隊和德軍艦隊槓上，兩方海陸軍展開激烈決戰，最後一架日軍轟炸機轟炸運送炮彈的德軍列車，引發連環大爆炸，青島要塞整個炸開來，日軍獲得了大勝利。

## 演員
- 大杉少佐：池部良
- 國井中尉：加山雄三
- 二宮中尉：夏木陽介
- 真木中尉：佐藤允
- 吉川大尉：平田昭彥
- 加藤長官：藤田進
- 村田参謀：田崎潤
- 艦隊参謀：野村浩三
- 獄警：奧斯曼優素福
- 英軍指揮官：哈樂德.康韋

## 製作人員
- 監製：田中友幸
- 導演：古澤憲吾
- 特技導演：圓谷英二

## 外部連結
「ゴジラ-特撮　SIGHT」　TOP  青島要塞爆擊命令